# Vila Taboca (São Félix do Xingu/PA)
Taboca é um distrito pertencente e situado a 100 km de São Félix do Xingu, no estado do Pará, com população estimada em 20 mil habitantes.   Taboca é o maior dentre os 6 distritos do município e sua origem remonta a instalação de uma mineradora que depois de deixar o local influenciou na permanência de moradores e no crescimento do povoado que posteriormente tornou-se distrito.

## Economia
A economia local é representada nos mesmos moldes do município como um todo, baseada principalmente na pecuária de corte, comércio e serviços. Outra fonte de renda notável no Distrito Taboca ocorre devido a extração mineral nas redondezas que gera empregos informais devido a essas empresas garimpeiras não serem regularizadas, sendo algumas delas atuantes como pessoas autônomas. 

## Infraestrutura

#### Acesso e Comunicação
O acesso ao distrito Taboca a partir de São Félix do Xingu é feito pela Vicinal Taboca, estrada de grande importância que liga a sede municipal às principais vilas do interior: Vila Tancredo Neves, Vila Nereu e Taboca. Há empresas de transporte de passeiros que transitam no sentido Taboca - São Felix/ São Félix - Taboca todos os dias. Uma controvérsia é que essa vicinal ainda não é pavimentada, sendo comum a formação de grandes atoleiros no inverno.  Taboca conta também com uma pista de pouso não pavimentada para receber aeronaves de pequeno porte. O Distrito ainda não possui uma cobertura de rede de telefonia móvel, mas possui linhas fixas da Oi.  Também há operadoras de Internet de Fibra Óptica, o que garante a região conexões com a Internet em velocidades mínimas ideais. Taboca não conta com uma agência dos Correios e o serviço de transporte é feito por transportadoras que atendem essa região. 

#### Serviços Essenciais
Taboca ainda não conta com um serviço de saneamento. Não há nenhuma agência bancária, apenas correspondentes bancários. Também não existem serviços cartoriais, sendo que para todas essas demandas deve-se procurar atendimento em São Felix do Xingu a 100 km. 

## Emancipação Política do Distrito
Assim como em dezenas de povoados em todo o estado do Pará, há um esforço político por parte da comunidade local em implantar uma autonomia administrativa para o  distrito Taboca, isto é, torná-lo mais um município com todas as prerrogativas como uma Câmara Municipal e Prefeitura. Somente na ALEPA, Assembleia Legislativa do Pará, cerca de 28 pedidos de emancipação estão aguardando resposta.  Embora o texto original da Constituição de 1988, em seu Art. 18, § 4°, conceda aos estados autonomia legislativa para criação de novos municípios, a Emenda Constitucional N° 15 de 12/09/1996, redigida para frear o aumento descontrolado de novos municípios no Brasil, tornou necessária uma lei complementar federal regulamentando a criação de novos municípios, acontece que nenhuma lei complementar para esse fim foi sancionada até os dias de hoje, tornando a criação de novos municípios inconstitucional. Em 2014, o Projeto de Lei Complementar 397/14, do senador Mozarildo Cavalcanti (PTB-RR) foi vetado integralmente pela ex presidente Dilma Rousseff, assim como outro texto (PLP 416/08) também de Cavalcanti vetado em 2013, ambos os textos traziam regulamentação para a criação de novos municípios entretanto a presidência da república alegou preocupação com o aumento de despesas de novos municípios e a ausência de uma criteriosa regra que ajudasse a responsabilidade fiscal da União. 
A PLP 137/2015 de autoria do ex senador Flexa Ribeiro está em tramitação na Câmara e prevê que o processo de emancipação seja iniciado com requerimento à assembleia legislativa do respectivo estado. O documento deve ser subscrito por 20% dos eleitores da área, em caso de criação ou desmembramento de município; ou de 3% dos eleitores de cada um dos municípios envolvidos, em caso de fusão ou incorporação.
Fonte: Agência Câmara de Notícias

## Saúde
A vila é atendido pelo Hospital e Maternidade São Lucas, instituição privada. Também existe a Unidade de Saúde da Família VI, posto de atendimento em saúde mantido pela Secretaria de Saúde de São Félix do Xingu. 

## Cultura, Esporte e Lazer

#### Praias do Porto Estrela
O Rio Xingu fica a cerca de 30 km da Taboca e assim como em toda a região do Sudeste Paraense, a chegada do verão proporciona a baixa do nível das águas e a formação de bancos de areias que se transformam em praias de água doce. 
Crédito de Imagem: Edimar Arriel

## Geografia Local
1. ↑  «25 Aniversário da Vila Taboca». Consultado em 5 de junho de 2020 |nome1= sem |sobrenome1= em Authors list (ajuda)
2. ↑  «Aniversário da Vila Taboca». Prefeitura de São Félix do Xingu. Consultado em 5 de junho de 2020
3. ↑  «Garimpo em Vila Taboca». IBAMA Fecha Garimpo em Vila Taboca. Consultado em 6 de junho de 2020
4. ↑  «Atoleiros na Vicinal Taboca». Blog do Luiz Pereira
5. ↑  «28 povoados ou distritos buscam emancipação». Folha do Bico. 21 de abril de 2019. Consultado em 6 de junho de 2020
6. ↑  «Dilma Veta leis de criação de novos municípios». Agência Câmara de Notícias. Consultado em 8 de junho de 2020
7. ↑  «Ubs no Distrito Taboca». UBS BRASIL. Consultado em 6 de junho de 2020
8. ↑  Carlos, Jõao (21 de junho de 2019). «Praias em São Felix do Xingu». Blog do João Carlos. Consultado em 6 de junho de 2020